# 1860
1860 (MDCCCLX) var ett skottår som började en söndag i den gregorianska kalendern och ett skottår som började en fredag i den julianska kalendern.

## Händelser

### Februari
- 13 februari – Brand i Uppsala.[1]
- 24 februari – I Danmark tillträder Regeringen Hall 2.

### Mars
- 1 mars – Amerikaner bosatta i Kisembo, Portugisiska Västafrika ropar på hjälp från amerikanska och brittiska skepp för att skydda liv och egendom under konflikter med infödda.[2]

### Maj
- 3 maj – Karl XV kröns i Stockholm med sin hustru Lovisa av Nederländerna.
- 11 maj – Brand i Uddevalla.[1]
- 17 maj – Sportklubben TSV 1860 München grundas i München.

### Juni
- Statsbanan Hallsberg–Örebro börjar byggas.

### Juli
- 1 juli – Nya Kaledonien blir en separat fransk koloni, skild från Franska Oceanien.[3]
- 2 juli – Staden Vladivostok grundas i Ryssland.
- 16 juli – Tamms kanal invigs.

### Augusti
- 5 augusti – Karl XV kröns i Trondheim med sin hustru.

### September
- 21 september – Det svenska passtvånget upphävs och människor kan nu resa fritt såväl inom som utom Sverige. Utrikes gäller passfriheten till 1917.[4]

### Oktober
- 30 oktober – Den första svenska dissenterlagen utfärdas. Svenska medborgare får rätt att gå ur statskyrkan och ingå i något annat, av staten godkänt kristet samfund. Att stå helt utanför religiösa samfund tillåts dock inte, men det medför i alla fall en viss trosfrihet för svenska katoliker.

### September
- 27 september–8 oktober – Amerikanska soldater landstiger vid Panamaviken i norra Granadinska konfederationen för att skydda amerikanska intressen under en revolution.[2]

### November

Presidentval i USA.

- 6 november – Republikanen Abraham Lincoln besegrar demokraterna John C. Breckinridge och Stephen A. Douglas och konstitutionsunionisten John Bell vid presidentvalet i USA och blir därmed republikanska partiets förste president i USA.

### December
- 20 december – South Carolina bryter sig loss från USA och blir självständig republik.

### Okänt datum
- Brännvinsbränning till husbehov förbjuds i Sverige.
- Judar tillåts bosätta sig och äga fast egendom var de vill i hela Sverige.
- Strömsholms och Eskilstuna kanaler invigs.
- Nils Ericsson adlas och börjar skriva efternamnet med ett S, något som brodern John anser tyda på högfärd.
- Skarpskytterörelsen bildas av frivilliga krafter som ett komplement till det svenska försvaret.
- De svenska städerna börjar inrätta renhållningsverk.
- Emilie Flygare-Carlén utkommer med romanen Ett köpmanshus i skärgården.
- Den svenska riksdagen beslutar att inrätta seminarium för kvinnliga folkskollärare.
- Namnlösa sällskapet för vittra idrotter grundas.
- Étienne Lenoir bygger den första fungerande förbränningsmotorn.
- Den hemliga förbrytarorganisationen Maffian grundas på Sicilien.

## Födda

### Första kvartalet

#### Januari
- 1 januari – Charles Lwanga, ugandisk kristen martyr, helgon.
- 11 januari – Aron Johansson, svensk arkitekt.
- 17 januari – Douglas Hyde, Irlands president 1938–1945.
- 21 januari – Karl Staaff, svensk politiker och advokat, partiledare för Liberala samlingspartiet 1907–1915, Sveriges statsminister 1905–1906 och 1911–1914.
- 22 januari – Chase Osborn, amerikansk republikansk politiker och publicist, guvernör i Michigan 1911–1913.
- 29 januari – Anton Tjechov, rysk författare.

#### Februari
- 2 februari – Bror Olsson, svensk skådespelare och teaterledare.
- 7 februari – Anna Norrie, svensk skådespelare och operettsångerska.
- 11 februari – Nathan W. Hale, amerikansk republikansk politiker, kongressledamot 1905–1909.
- 18 februari – Anders Zorn, svensk konstnär.

#### Mars
- 2 mars – Susanna M. Salter, amerikansk politiker. (död 1961)
- 9 mars – Frank B. Gary, amerikansk demokratisk politiker och jurist, senator 1908–1909. (död 1922)
- 25 mars – Friedrich Naumann, tysk politiker och präst. (död 1919)
- 30 mars
  - Paul Gasq, fransk skulptör. (död 1944)
  - Heinrich Lahmann, tysk läkare. (död 1905)

### Andra kvartalet

#### April
- 1 april – Carl Ericsson, svensk jurist och politiker (liberal).
- 2 april – George S. Nixon, amerikansk republikansk politiker, senator 1905–1912.
- 3 april – Frederik Willem van Eeden, nederländsk författare.
- 11 april – Ferdinand Boberg, svensk arkitekt.
- 26 april
  - Józef Bilczewski, polsk romersk-katolsk ärkebiskop, helgon.
  - Charles Henderson, amerikansk demokratisk politiker och affärsman, guvernör i Alabama 1915–1919.

#### Maj
- 2 maj – Theodor Herzl, österrikisk-judisk journalist som blev grundaren av den moderna politiska sionismen.
- 4 maj – Bogi Thorarensen Melsteð, isländsk historiker.
- 9 maj
  - James Matthew Barrie, skotsk författare.
  - John L. McLaurin, amerikansk demokratisk politiker, senator 1897–1903.
- 12 maj – Paul U. Bergström, svensk affärsman.
- 15 maj – Ellen Wilson, amerikansk presidentfru, gift med Woodrow Wilson.
- 17 maj – Austin Lane Crothers, amerikansk demokratisk politiker och jurist, guvernör i Maryland 1908–1912.
- 29 maj – Isaac Albéniz, spansk tonsättare.

#### Juni
- 25 juni – Alfred Petersson i Påboda, svensk politiker.

### Tredje kvartalet

#### Juli
- 5 juli – Robert Bacon, amerikansk republikansk politiker och diplomat, USA:s utrikesminister 1909.
- 7 juli – Gustav Mahler, österrikisk tonsättare och dirigent.
- 28 juli – Elias M. Ammons, amerikansk politiker, guvernör i Colorado 1913–1915.

#### Augusti
- 12 augusti – Klara Hitler, mor till Adolf Hitler.
- 20 augusti
  - Raymond Poincaré, fransk politiker, Frankrikes president 1913–1920.
  - Henry T. Rainey, amerikansk demokratisk politiker, talman i USA:s representanthus 1933–1934.
- 22 augusti – Gustaf Fröding, svensk poet[5].
- 27 augusti – Carl Anton Larsen, norsk sjökapten, valfångare och upptäcktsresande.

#### September
- 4 september – Mikito Takayasu, japansk oftalmolog.
- 13 september – John Pershing, amerikansk general.
- 18 september – Alberto Franchetti, italiensk tonsättare.
- 20 september – James Gillett, amerikansk republikansk politiker.

### Fjärde kvartalet

#### Oktober
- 12 oktober
  - Chester I. Long, amerikansk republikansk politiker, senator 1903–1909. (död 1934)
  - August Strömberg, svensk skomakare och spelman. (död 1947)
- 21 oktober – Billy Claiborne, amerikansk brottsling, deltagare i revolverstriden vid O.K. Corral. (död 1882)
- 22 oktober – Claes Tholin, svensk socialdemokratisk politiker, partiordförande 1896–1907. (död 1927)

#### November
- 7 november – Fletcher D. Proctor, amerikansk republikansk politiker, guvernör i Vermont 1906–1908. (död 1911)
- 9 november – LeRoy Percy, amerikansk politiker, senator 1910–1913. (död 1929)
- 12 november – Ola Hansson, svensk poet, författare och journalist. (död 1925)
- 23 november – Hjalmar Branting, svensk socialdemokratisk politiker, Sveriges statsminister från 10 mars till 27 oktober 1920, 1921–1923 och 1924–1925. (död 1925)

#### December
- 8 december – Otto W. Zeidlitz, svensk präst, pedagog och esperantopionjär. (död 1943)
- 12 december – Richard Yates, amerikansk republikansk politiker, guvernör i Illinois 1901–1905. (död 1936)
- 17 december – Carl Lindhagen, svensk jurist och politiker. (död 1946)
- 28 december – Gustaf Windahl, svensk provinsialläkare och riksdagsman. (död 1919)

## Avlidna

### Första kvartalet

#### Januari
- 6 januari – William Martin Leake, 82, brittisk arkeolog.
- 27 januari – János Bolyai, 57, ungersk matematiker.
- 29 januari
  - Ernst Moritz Arndt, 90, tysk författare.
  - Stéphanie de Beauharnais, 70, fransk prinsessa.
  - Henry D. Gilpin, amerikansk demokratisk politiker, USA:s justitieminister 1840–1841.

#### Februari
- 8 februari – Carl Eduard Rotwitt, 47, dansk statsman.

#### Mars
- 6 mars – Gustafva Sofia Hjärne, 80, svensk-finländsk författare och salongsvärd.

### Andra kvartalet

#### April
- 8 april – István Széchenyi, 68, ungersk politiker.
- 18 april – Anders Retzius, 63, svensk anatom och etnograf.

#### Maj
- 6 maj – Littleton Waller Tazewell, 85, amerikansk politiker, senator 1824–1832.
- 8 maj – Horace Hayman Wilson, 73, anglo-indisk ämbetsman, universitetslärare, sanskritlärd.
- 13 maj – Christian Gottlob Gmelin, 67, tysk kemist.
- 22 maj – William C. Preston, 65, amerikansk politiker, senator 1833–1842.

#### Juni
- 5 juni – Samuel D. Ingham, 80, amerikansk politiker, USA:s finansminister 1829–1830.
- 24 juni – Jérôme Bonaparte, 75, fransk militär och politiker, kung av Westfalen 1807–1813, bror till Napoleon I.

### Tredje kvartalet

#### Juli
- 1 juli – Charles Goodyear, 59, amerikansk uppfinnare.

#### Augusti
- 22 augusti – Giuseppe De Fabris, 70, italiensk skulptör.

#### September
- 21 september – Arthur Schopenhauer, 72, tysk filosof.

### Fjärde kvartalet

#### Oktober
- 12 oktober – Sir Harry Smith, 73, brittisk koloniguvernör.
- 20 oktober – Alexandra Feodorovna, 62, rysk kejsarinna.
- 22 oktober  – Wanda Malecka, polsk redaktör, poet och författare
- 29 oktober – Gaetano Errico, 69, italiensk katolsk präst och ordensgrundare, helgon.

#### November
- 6 november – Charles Napier, 74, brittisk amiral.

#### December
- 17 december – Desideria, 83, drottning av Sverige och Norge 1818–1844, gift med Karl XIV Johan.
- 19 december – James Andrew Broun Ramsay, 48, brittisk politiker, markis av Dalhousie.

#### Okänt datum
- Robert Roberts, afroamerikansk butler, författare och abolitionist.

### Fotnoter
1. 1 2  ”Värmlands brandhistoriska klubb”. Arkiverad från originalet den 12 oktober 2011. https://www.webcitation.org/62NB7kO36?url=http://www.brandhistoriska.org/olyckor_se.html. Läst 16 mars 2011.
2. 1 2  ”USA:s militära insatser i utlandet 1798-2004”. Arkiverad från originalet den 9 december 2013. https://web.archive.org/web/20131209174005/http://www.history.navy.mil/library/online/forces.htm. Läst 30 januari 2011.
3. ↑  World Statesmen (läst 7 april 2011)
4. ↑  Kontroll av resande av in- och utflyttning Arkiverad 5 november 2011 hämtat från the Wayback Machine.
5. ↑  Det hände i dag